# Parlamentswahl in Malaysia 2018
Die Parlamentswahl in Malaysia 2018 für das Dewan Rakyat, das Unterhaus des malaysischen Parlaments, fand am 9. Mai 2018 statt.

## Wahlergebnis
Das Oppositionsbündnis Pakatan Harapan (deutsch Allianz der Hoffnung), angeführt vom ehemaligen langjährigen Premierminister Mahathir bin Mohamad, gewann die Mehrheit im 222 Abgeordnete umfassenden Dewan Rakyat und löste damit die Koalition der Barisan Nasional (BN) von Premierminister Najib Razak ab, die das Land seit der Unabhängigkeit Malaysias von Großbritannien 1957 regiert hatte.
Am 10. Mai 2018 wurde Mahathir, im Alter von 92 Jahren, zum Premierminister vereidigt und war damit der älteste Regierungschef der Welt. Am 21. Mai 2018 stellte Mahathir sein neues Kabinett vor. Die Ehefrau des lange inhaftierten Politikers Anwar Ibrahim, Wan Azizah Wan Ismail, die Vorsitzende der People’s Justice Party (PKR), wurde die erste stellvertretende Premierministerin von Malaysia.
Vor den Wahlen 2018 sah sich die BN mit der Wut der Wähler über die hohen Lebenshaltungskosten und einem Korruptionsskandal um einen staatlichen Investmentfonds konfrontiert, der 2015 begann. Im Januar 2018 kündigte Mahathir an, dass er als Kandidat für den Posten des Premierministers mit dem erklärten Ziel antritt, seinen ehemaligen Protegé, Premierminister Najib, im Amt abzulösen. Während des Wahlkampfes versprach die BN u. a. mehr Feiertage, keine Mautgebühren während des Zuckerfestes und Steuerbefreiungen für Malaysier unter 26 Jahren. Das Pakatan Harapan versprach, die Verbrauchssteuer (bekannt als GST) abzuschaffen und die Korruption zu bekämpfen.
| Partei                            | Sitze |
| --------------------------------- | ----- |
| People’s Justice Party (PKR)      | 104   |
| National Front (BN)               | 79    |
| Pan-Malaysian Islamic Party (PAS) | 18    |
| Democratic Action Party (DAP)     | 9     |
| Sabah Heritage Party (WARISAN)    | 8     |
| Unabhängige                       | 3     |
| Homeland Solidarity Party (STAR)  | 1     |